# 青芝フックのニュース大冒険
青芝フックのニュース大冒険（あおしばフックのニュースだいぼうけん）は、ラジオ大阪で1988年4月4日から1989年9月29日まで放送された平日朝のラジオの情報番組である。

## 概要
この番組では、日替わりキャスターとともにニュースを探求しながら、毎日の朝の情報を届けた。
なお、前番組の『とことんワイド原田年晴です』のパーソナリティをしていたラジオ大阪アナウンサーの原田年晴は、この番組では取材キャスターとして起用されている。

## 出演者
- メイン進行
  - 青芝フック[1]
- アシスタント
  - 野間智子（1988年4月 - 1988年9月）[4]
  - 山内ゆかり（1988年10月 - 1989年3月）[5][1]
  - 青木邦江（1989年4月 - 1989年9月）[6]
- ニュースアナウンサー
  - 浜崎行宏[1]
  - 里館博子[1]
- 取材キャスター
  - 原田年晴[1]
- 日替わりキャスター
  - 黒田清（月曜日）[1]
  - 大谷昭宏（火曜日）[1]
  - 笹野貞子（水曜日）[1]
  - 尾埜善司（木曜日）[1]
  - 瓜谷修治（金曜日）[1]

## タイムテーブル
（出典：）
- 7:00 - ニュース・ラインアップ
- 7:11 - きょうの突撃ニュース
- 7:18 - アメダス天気予報
- 7:20 - サンスターペンギンタイム けさも元気に
- 7:30 - 宮崎美子のいい朝トキメキッ!（文化放送制作　NRN各局ネット番組）
- 7:37 - 天気予報
- 7:40 - 日産フラッシュジャーナル（ニッポン放送制作　NRN各局ネット番組）
- 8:00 - ニュース・天気予報・交通情報
- 8:05 - 冒険レポート
- 8:18 - お天気歳時記
- 8:21 - ミュージック・オン・ザ・ロード（文化放送制作ネット番組）
- 8:30 - 天気予報
- 8:31 - 青芝フックのモーニングサロン（1988年4月 - 1988年9月）→ ウィークリーファイブ（1988年10月から）
- 8:41 - 天気予報
- 8:44 - ラジオ投書欄
- 8:46 - 交通情報
- 8:57 - レースニュース